# إيراكويون
إيراكويون ويعرفون أيضاً بالوامبوليون هم مجموعة عرقية أفريقية تعيش في منطقة البحيرات العظمى الأفريقية في إقليمي أروشا ومانيارا في تنزانيا. يتكلمون باللغة الإيراكوية والتي تعتبر من اللغات الكوشية. يعتقد أن أصولهم تعود لشبه الجزيرة العربية وأنهم من بقايا الأفروآسيويون ألذين استوطنوا المنطقة قبل هجرة النيلويين والبانتويين. بلغ تعدادهم حوالي 603 ألف حسب احصاء سنة 2009 ويدين اغلبهم بالمسيحية مع وجود أقلية مسلمة.